# گرگبیل
گرگبیل (روسی: Гергебиль) یک شهرک در روسیه است که در داغستان واقع شده‌است.

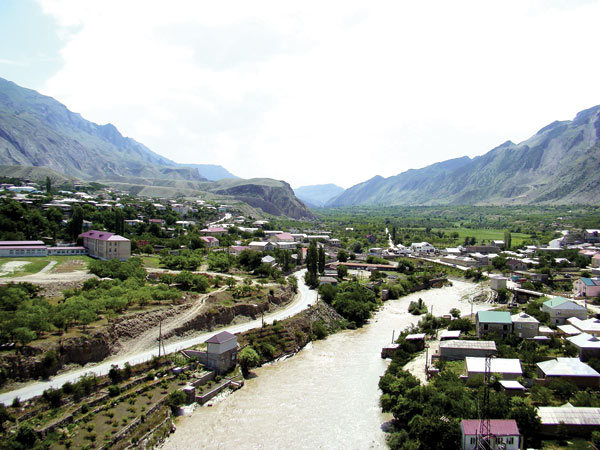
نمایی از گرگبیل